# Ostíolo

Estômato de uma planta, no número 3 o buraco central representa o ostíolo

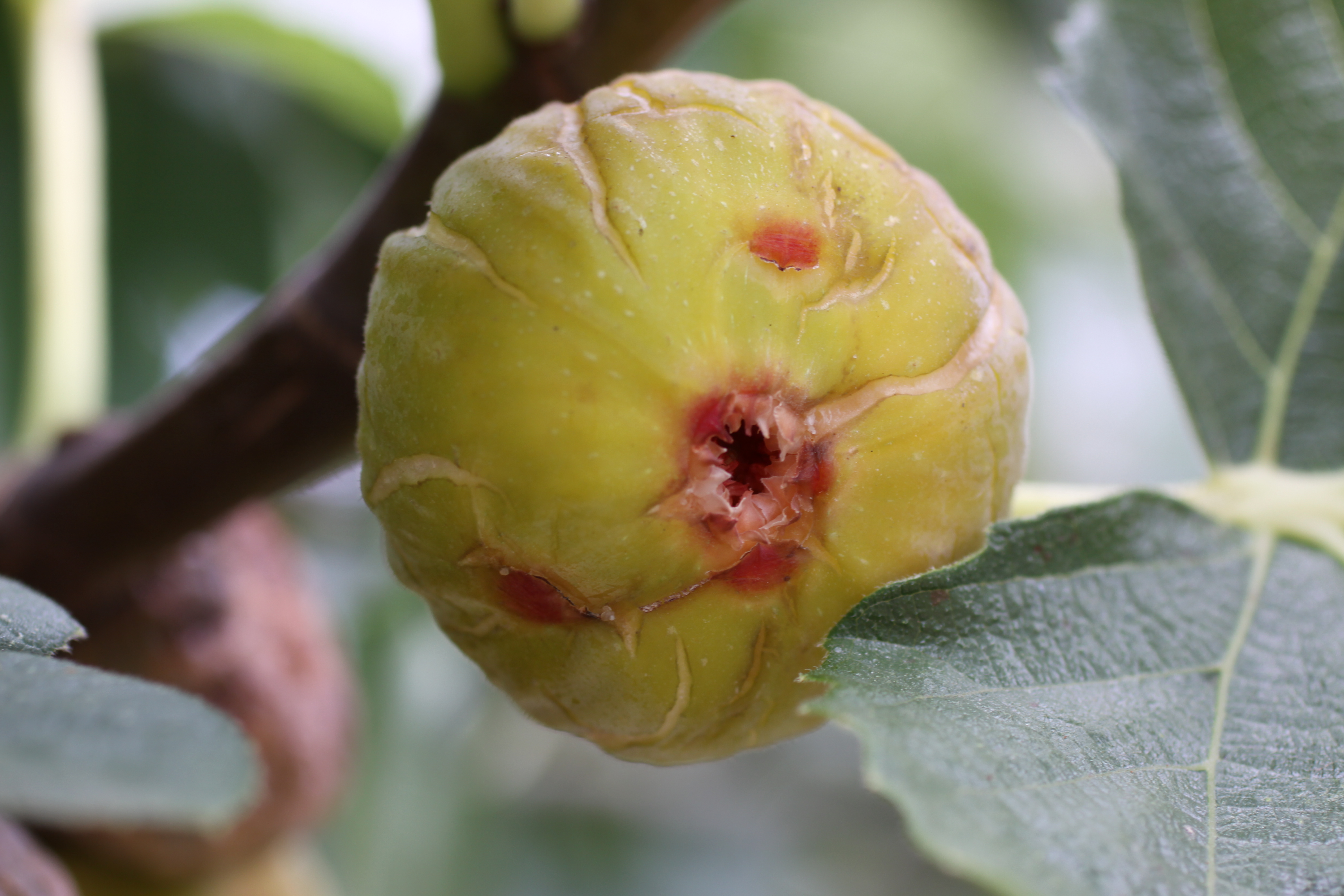
Ostíolo no centro do sicónio de uma figueira

Ostíolo, em biologia, refere-se a uma pequena fenda ou abertura num tecido. 
- Em anatomia botânica, também chamado fenda estomática, é o nome que se dá à abertura do estômato, por onde é realizada a troca de gases e vapor de água com o meio. Nas plantas vasculares, o termo ostíolo diz respeito ao orifício que permite a polinização nos sicónios.[3]
- Em anatomia animal, refere-se às fendas nas lacunas da massa visceral dos moluscos, por onde a hemolinfa passa ao regressar ao coração; também se utiliza para designar os poros das esponjas.
- Em micologia significa o orifício de forma circular por onde saem os esporos dos fungos Basidiomycota.